# Dauí Tengae Umai
Dauí Tengae Umai mac Briúin (mort en 502) (surnommé : Langue de cuivre pour la beauté de ses discours) est un roi de Connacht il est considéré par les généalogies comme descendant de Brión mac Echach Muigmedóin le demi-frère de Niall Noigiallach et fondateur de la dynastie Uí Briúin. Il succède à Ailill Molt et règne de 482 à 502.

## Contexte
Les Annales d'Ulster précisent la généalogie suivante lorsqu'elles relèvent en 577 la mort de son descendant Áed mac Echach :
Aed fils d'Eochu Tirmcharna alias Timrim, fils de Fergus fils de Muiredach Mael fils d'Eógan Sreb fils de Daui Galach fils de Brion fils d'Eochu Muigmedón.
Malgré le hiatus chronologique que cela suppose Francis John Byrne estime que Daui est le fils de Brión et son pseudo arrière-arrière-grand-père, Dauí Galach son  « doublon », les anciennes généalogies des Uí Briúin étant dans ce contexte une reconstruction postérieure.
Dauí Tenga Umai est plus particulièrement considéré comme  l'ancêtre des Uí Briúin Seóla. Ses petits-fils Fergus mac Eógain Srem et Muiredach Mál mac Eógain Srem sont les progéniteurs respectifs des Uí Briúin Bréifne et des Uí Briúin Aí  .
Bien qu'elles divergent sur l'année, les Annales irlandaises s'accordent pour noter que Dauí Tenga Umai succombe lors de la bataille de Seaghais (Seghais près de Boyle) contre son gendre Muirchertach mac Muiredaig du Cenél nEógain. L'origine du conflit selon les Annales des quatre maîtres serait la capture par le roi de son frère  Eochaidh Tirmacharna malgré la protection, c'est-à-dire la sauvegarde, accordée par Muirchertach. Il a comme successeur Eógan Bél mac Cellaig le petit-fils  Ailill Molt des Uí Fiachrach.

## Famille
Geoffrey Keating mentionne deux unions matrimoniales de sa famille :
- sa fille Duinseach ingen Duach (en) épouse Muirchertach mac Muiredaig (mort en 532) du Cenel nEogain et est la mère de ses fils Domnall mac Muirchertach, Fergus mac Muirchertach, Báetán mac Muirchertach[7] ;
- sa petite-fille Mugain fille de Concraid épouse l'Ard ri Erenn Diarmait mac Cerbaill des Ui Neill du Sud et est la mère de Áed Sláine (mort en 602)[8].

## Sources
- (en) Francis John Byrne, Irish Kings and High-Kings, Londres, Batsford, 1973 (ISBN 0-7134-5882-8).
- (en) T.W Moody, F.X. Martin, F.J. Byrne A New History of Ireland IX Maps, Genealogies, Lists. A companion to Irish History part II . Oxford University Press réédition 2011  (ISBN 9780199593064) Kings of Connacht to 1224 p. 138.